# Општина Ла Пиједад (Мичоакан)
Ла Пиједад (шп. La Piedad) општина је у Мексику у савезној држави Мичоакан. Општина се налази на надморској висини од 1689 м.

## Становништво
Према подацима из 2010. у општини је живело 99576 становника.

### Хронологија
| Година       | 2000                  | 2005                  | 2010                  |
| ------------ | --------------------- | --------------------- | --------------------- |
| Становништво | 84946 (39859 / 45087) | 91132 (42635 / 48497) | 99576 (47492 / 52084) |

### Попис
| \| \| м \| \| \| ж \| \| 0—2 \| 2.750 \| \| \| 2.603 \| \| 3—5 \| 2.893 \| \| \| 2.718 \| \| 6—11 \| 6.026 \| \| \| 5.748 \| \| 12—14 \| 2.826 \| \| \| 2.863 \| \| 15—17 \| 2.944 \| \| \| 2.965 \| \| 18—24 \| 5.867 \| \| \| 6.547 \| \| 60+ \| 4.607 \| \| \| 5.657 \| \| Просек : \| 28,9 \| \| \| 30,5 \| |       |  |  |       |
| |       |  |  |       |
| | м     |  |  | ж     |
| 0—2 | 2.750 |  |  | 2.603 |
| 3—5 | 2.893 |  |  | 2.718 |
| 6—11 | 6.026 |  |  | 5.748 |
| 12—14 | 2.826 |  |  | 2.863 |
| 15—17 | 2.944 |  |  | 2.965 |
| 18—24 | 5.867 |  |  | 6.547 |
| 60+ | 4.607 |  |  | 5.657 |
| Просек : | 28,9  |  |  | 30,5  |

| #   | Индикатор                                                                                        | Вредност |
| --- | ------------------------------------------------------------------------------------------------ | -------- |
| 1   | Становништво од 0 до 2 године                                                                    | 5353     |
| 2   | Мушко становништво од 0 до 2 године                                                              | 2750     |
| 3   | Женско становништво од 0 до 2 године                                                             | 2603     |
| 4   | Становништво са 3 и више година                                                                  | 93459    |
| 5   | Мушко становништво са 3 и више година                                                            | 44358    |
| 6   | Женско становништво са 3 и више година                                                           | 49101    |
| 7   | Становништво са 5 и више година                                                                  | 89667    |
| 8   | Мушко становништво са 5 и више година                                                            | 42410    |
| 9   | Женско становништво са 5 и више година                                                           | 47257    |
| 10  | Становништво са 12 и више година                                                                 | 76074    |
| 11  | Мушко становништво са 12 и више година                                                           | 35439    |
| 12  | Женско становништво са 12 и више година                                                          | 40635    |
| 13  | Становништво са 15 и више година                                                                 | 70385    |
| 14  | Мушко становништво са 15 и више година                                                           | 32613    |
| 15  | Женско становништво са 15 и више година                                                          | 37772    |
| 16  | Становништво са 18 и више година                                                                 | 64476    |
| 17  | Мушко становништво са 18 и више година                                                           | 29669    |
| 18  | Женско становништво са 18 и више година                                                          | 34807    |
| 19  | Становништво од 3 до 5 година                                                                    | 5611     |
| 20  | Мушко становништво од 3 до 5 година                                                              | 2893     |
| 21  | Женско становништво од 3 до 5 година                                                             | 2718     |
| 22  | Становништво од 6 до 11 година                                                                   | 11774    |
| 23  | Мушко становништво од 6 до 11 година                                                             | 6026     |
| 24  | Женско становништво од 6 до 11 година                                                            | 5748     |
| 25  | Становништво од 8 до 14 година                                                                   | 13682    |
| 26  | Мушко становништво од 8 до 14 година                                                             | 6934     |
| 27  | Женско становништво од 8 до 14 година                                                            | 6748     |
| 28  | Становништво од 12 до 14 година                                                                  | 5689     |
| 29  | Мушко становништво од 12 до 14 година                                                            | 2826     |
| 30  | Женско становништво од 12 до 14 година                                                           | 2863     |
| 31  | Становништво од 15 до 17 година                                                                  | 5909     |
| 32  | Мушко становништво од 15 до 17 година                                                            | 2944     |
| 33  | Женско становништво од 15 до 17 година                                                           | 2965     |
| 34  | Становништво од 18 до 24 године                                                                  | 12414    |
| 35  | Мушко становништво од 18 до 24 године                                                            | 5867     |
| 36  | Женско становништво од 18 до 24 године                                                           | 6547     |
| 37  | Женско становништво од 15 до 49 година                                                           | 27773    |
| 38  | Становништво са 60 и више година                                                                 | 10264    |
| 39  | Мушко становништво са 60 и више година                                                           | 4607     |
| 40  | Женско становништво са 60 и више година                                                          | 5657     |
| 41  | Однос између мушкараца и жена                                                                    | 91.18    |
| 42  | Становништво од нуле до 14 година                                                                | 28427    |
| 43  | Становништво од 15 до 64 године                                                                  | 63268    |
| 44  | Становништво од 65 година и више                                                                 | 7117     |
| 45  | Просечан број деце                                                                               | 2.35     |
| 46  | Становништво рођено у ентитету                                                                   | 81613    |
| 47  | Мушко становништво рођено у ентитету                                                             | 38969    |
| 48  | Женско становништво рођено у ентитету                                                            | 42644    |
| 49  | Становништво рођено у другом ентитету                                                            | 15814    |
| 50  | Мушко становништво рођено у другом ентитету                                                      | 7443     |
| 51  | Женско становништво рођено у другом ентитету                                                     | 8371     |
| 52  | Становништво од 5 година и више резидентно у ентитету у јуну 2005. године                        | 84469    |
| 53  | Мушко становништво старосног доба од 5 година и више, резидентно у ентитету у јуну 2005. године  | 39475    |
| 54  | Женско становништво старосног доба од 5 и више година, резидентно у ентитету у јуну 2005. године | 44994    |
| 55  | Становништво од 5 година и више које је живело у другом ентитету у јуну 2005. године             | 2714     |
| 56  | Мушко становништво старије од 5 година које је живело у другом ентитету у јуну 2005. године      | 1298     |
| 57  | Женско становништво старије од 5 година које је живело у другом ентитету у јуну 2005. године     | 1416     |
| 58  | Становништво од 3 године и више које говори аутохтони језик                                      | 346      |
| 59  | Мушко становништво старо 3 године и више које говори аутохтони језик                             | 195      |
| 60  | Женско становништво старо 3 године и више које говори аутохтони језик                            | 151      |
| 61  | Становништво од 3 године и више које говори аутохтони језик и не говори шпански језик            | 2        |
| 62  | Мушко становништво старо 3 године и више које говори аутохтони језик и не говори шпански         | 2        |
| 63  | Женско становништво старо 3 године и више које говори аутохтони језик и не говори шпански језик  | 0        |
| 64  | Становништво старо 3 године и више које говори аутохтони језик и шпански                         | 229      |
| 65  | Мушко становништво старо 3 године и више које говори аутохтони језик и шпански                   | 127      |
| 66  | Женско становништво старо 3 године и више које говори аутохтони језик и шпански                  | 102      |
| 67  | Становништво од 5 година и више које говори аутохтони језик                                      | 338      |
| 68  | Становништво од 5 година и више које говори аутохтони језик и не говори шпански језик            | 1        |
| 69  | Становништво од 5 година и више које говори аутохтони језик и говори шпански језик               | 225      |
| 70  | Становништво у домородачким домаћинствима                                                        | 792      |
| 71  | Становништво са ограничењима у активностима                                                      | 4691     |
| 72  | Становништво са ограниченим ходањем или кретањем, горе или доле                                  | 2994     |
| 73  | Становници са ограничењима вида, чак и уз кориштење сочива                                       | 1019     |
| 74  | Становништво са ограничењима говора, комуникације или конверзације                               | 356      |
| 75  | Становништво са ограниченим слухом                                                               | 416      |
| 76  | Становништво са ограничењима при одевању, купању или јелу                                        | 287      |
| 77  | Становништво са ограничењима у опажању или учењу једноставних ствари                             | 244      |
| 78  | Становништво са менталним ограничењима                                                           | 466      |
| 79  | Становништво без ограничења активности                                                           | 93606    |
| 80  | Становништво од 3 до 5 година које не похађа школу                                               | 2802     |
| 81  | Мушко становништво од 3 до 5 година које не похађа школу                                         | 1462     |
| 82  | Женско становништво од 3 до 5 година које не похађа школу                                        | 1340     |
| 83  | Становништво од 6 до 11 година које не похађа школу                                              | 389      |
| 84  | Мушко становништво од 6 до 11 година које не похађа школу                                        | 218      |
| 85  | Женско становништво од 6 до 11 година које не похађа школу                                       | 171      |
| 86  | Становништво од 12 до 14 година које не похађа школу                                             | 710      |
| 87  | Мушко становништво од 12 до 14 година које не похађа школу                                       | 357      |
| 88  | Женско становништво од 12 до 14 година које не похађа школу                                      | 353      |
| 89  | Становништво од 15 до 17 година похађа школу                                                     | 3507     |
| 90  | Мушко становништво од 15 до 17 година похађа школу                                               | 1734     |
| 91  | Женско становништво између 15 и 17 година живота у школи                                         | 1773     |
| 92  | Становништво од 18 до 24 године похађа школу                                                     | 2832     |
| 93  | Мушко становништво од 18 до 24 године похађа школу                                               | 1447     |
| 94  | Женско становништво од 18 до 24 године похађа школу                                              | 1385     |
| 95  | Становништво од 8 до 14 година које не може да чита и пише                                       | 416      |
| 96  | Мушко становништво старосног доба од 8 до 14 година које не може да чита и пише                  | 260      |
| 97  | Женско становништво старосног доби од 8 до 14 година које не може да чита и пише                 | 156      |
| 98  | Становништво од 15 година и више које је неписмено                                               | 5135     |
| 99  | Мушко становништво од 15 година и више које је неписмено                                         | 1960     |
| 100 | Женско становништво од 15 година и више које је неписмено                                        | 3175     |
| 101 | Становништво старо 15 и више година без школовања                                                | 6152     |
| 102 | Мушко становништво старо 15 и више година без школовања                                          | 2595     |
| 103 | Женско становништво старо 15 и више година без школовања                                         | 3557     |
| 104 | Становништво старосног доба 15 и више година са непотпуним основним образовањем                  | 11061    |
| 105 | Мушко становништво старосног доба од 15 година и више са непотпуном основним образовањем         | 4938     |
| 106 | Женско становништво старосног доба 15 и више година са непотпуном основним образовањем           | 6123     |
| 107 | Становништво старо 15 и више година са комплетним основним образовањем                           | 13921    |
| 108 | Мушко становништво старо 15 година и више са комплетним основним образовањем                     | 6187     |
| 109 | Женско становништво старо 15 и више година са комплетним основним образовањем                    | 7734     |
| 110 | Становништво старосног доба 15 и више година са непотпуним средњим образовањем                   | 4507     |
| 111 | Мушко становништво старосног доба од 15 година и више са непотпуним средњим образовањем          | 2468     |
| 112 | Женско становништво старосног доба од 15 година и више са непотпуним средњим образовањем         | 2039     |
| 113 | Становништво старо 15 и више година са пуним секундарном образовањем                             | 11862    |
| 114 | Мушко становништво старосног доба од 15 година и више са пуним секундарном образовањем           | 5537     |
| 115 | Женско становништво старосног доба од 15 година и више са пуним секундарном образовањем          | 6325     |
| 116 | Становништво старије од 18 година са постосновним образовањем                                    | 20427    |
| 117 | Мушко становништво старије од 18 година са постосновним образовањем                              | 9833     |
| 118 | Женско становништво старије од 18 година са постосновним образовањем                             | 10594    |
| 119 | Просечна оцена школовања                                                                         | 7.93     |
| 120 | Просечан ниво образовања мушке популације                                                        | 8.14     |
| 121 | Просечан ниво образовања женског становништва                                                    | 7.75     |
| 122 | Економски активно становништво                                                                   | 40277    |
| 123 | Економски активна мушка популација                                                               | 26645    |
| 124 | Економски активна женска популација                                                              | 13632    |
| 125 | Становништво које није економски активно                                                         | 35304    |
| 126 | Мушко становништво које није економски активно                                                   | 8495     |
| 127 | Женско становништво које није економски активно                                                  | 26809    |
| 128 | Запослено становништво                                                                           | 38514    |
| 129 | Запослено мушко становништво                                                                     | 25199    |
| 130 | Запослено женско становништво                                                                    | 13315    |
| 131 | Незапослена популација                                                                           | 1763     |
| 132 | Незапослена мушка популација                                                                     | 1446     |
| 133 | Незапослена женска популација                                                                    | 317      |
| 134 | Становништво без права на здравствене услуге                                                     | 40067    |
| 135 | Становништво које има право на здравствене услуге                                                | 58483    |
| 136 | Становништво које има право на ИМСС                                                              | 30182    |
| 137 | Становништво које има право на социјално осигурање                                               | 6410     |
| 138 | Становништво које има право на државно социјално осигурање                                       | 97       |
| 139 | Становништво које има право на опште осигурање или здравствено осигурање за нову генерацију      | 20334    |
| 140 | Становништво које је било једном или није било у браку током 12 година и више                    | 26405    |
| 141 | Венчано или уједињено становништво од 12 година и више                                           | 43346    |
| 142 | Становништво које је било у браку или уједињено 12 година и више                                 | 6183     |
| 143 | Становништво са католичком религијом                                                             | 91808    |
| 144 | Протестанти, еванђелисти и библијски следбеници различити од еванђелиста                         | 5092     |
| 145 | Становништво са другим религијама различитим од претходних                                       | 40       |
| 146 | Становништво без религије                                                                        | 1386     |
| 147 | Укупно пописаних домаћинства                                                                     | 24997    |
| 148 | Пописна домаћинства на челу са мушкарцима                                                        | 18692    |
| 149 | Пописна домаћинства на челу са женама                                                            | 6305     |
| 150 | Становништво у пописним домаћинствима                                                            | 98416    |
| 151 | Становништво у пописним домаћинствима на челу са мушкарцима                                      | 77038    |
| 152 | Становништво у пописним домаћинствима на челу са женама                                          | 21378    |
| 153 | Укупно домаћинстава                                                                              | 34074    |
| 154 | Укупно насељених домаћинстава                                                                    | 25247    |
| 155 | Укупно приватних кућа                                                                            | 33824    |
| 156 | Насељени приватни домови                                                                         | 24997    |
| 157 | Укупно насељених приватних кућа                                                                  | 25242    |
| 158 | Ненасељене приватне куће                                                                         | 6360     |
| 159 | Појединачна домаћинства за привремену употребу                                                   | 2467     |
| 160 | Становници у насељеним приватним кућама                                                          | 98416    |
| 161 | Насељеност станара у приватним становима                                                         | 3.94     |
| 162 | Просечно становника по соби у приватним насељеним домаћинствима                                  | 1.01     |
| 163 | Појединачна домаћинства са подовима од различитих материјала од земље                            | 24560    |
| 164 | Појединачна домаћинства у приземљу                                                               | 345      |
| 165 | Појединачна домаћинства са једном спаваћом собом                                                 | 6836     |
| 166 | Појединачна домаћинства са две спаваће собе и више                                               | 18068    |
| 167 | Појединачна домаћинства са једним собом                                                          | 617      |
| 168 | Појединачна домаћинства са две собе                                                              | 3291     |
| 169 | Појединачна домаћинства са 3 собе и више                                                         | 20971    |
| 170 | Појединачна домаћинства која имају електрично светло                                             | 24828    |
| 171 | Појединачна домаћинства која немају електрично светло                                            | 96       |
| 172 | Појединачна домаћинства која имају водоводну воду у стамбеном простору                           | 23564    |
| 173 | Појединачна домаћинства која немају водоводну воду у стамбеном простору                          | 1324     |
| 174 | Појединачна домаћинства која имају тоалет                                                        | 24422    |
| 175 | Појединачна домаћинства која имају канализацију                                                  | 24265    |
| 176 | Појединачна домаћинства која немају канализацију                                                 | 601      |
| 177 | Појединачна домаћинства која имају електрично светло, довод воде из јавне мреже и канализацију   | 23081    |
| 178 | Појединачна домаћинства без икаквих услова                                                       | 148      |
| 179 | Појединачна домаћинства која имају радио                                                         | 20382    |
| 180 | Појединачна домаћинства која имају телевизор                                                     | 24269    |
| 181 | Појединачна домаћинства која имају фрижидер                                                      | 23201    |
| 182 | Појединачна домаћинства која имају машину за веш                                                 | 19709    |
| 183 | Појединачна домаћинства која имају аутомобил или комби                                           | 13320    |
| 184 | Појединачна домаћинства која имају рачунар                                                       | 7007     |
| 185 | Појединачна домаћинства која имају фиксну телефонску линију                                      | 13900    |
| 186 | Појединачна домаћинства која имају мобилни телефон                                               | 15410    |
| 187 | Појединачна домаћинства која имају приступ интернету                                             | 4718     |